# Moore Haven
Moore Haven település az Amerikai Egyesült Államok Florida államában, Glades megyében, melynek megyeszékhelye is. Lakosainak száma 1566 fő (2020. április 1.).

## Népesség
A település népességének változása:

| 2010 | 1 680 |
| 2020 | 1 566 |